# Rauno Pehka
Rauno Pehka (Keila, 1º gennaio 1969) è un allenatore di pallacanestro ed ex cestista estone, fino al 1991 sovietico.

## Carriera
Con l'Estonia ha disputato due edizioni dei Campionati europei (1993, 2001).

## Palmarès

### Giocatore
- Campionato sovietico: 1

Kalev: 1991
- Campionato lettone: 1

Brocēni: 1993-94
- Campionato belga: 1

Ostenda: 2000-01
- Supercoppe del Belgio: 1

Ostenda: 2000
- Campionato estone: 6

Kalev: 1991-92, 1995-96, 1997-98, 2001-02. 2002-03
Tallinn: 1996-97
- Coppa di Estonia: 3

Kalev: 1992, 1996, 2001